# Gezicht op de Mariakerk te Utrecht
Gezicht op de Mariakerk te Utrecht is een schilderij van Jan Weissenbruch in Museum Boijmans Van Beuningen in Rotterdam.

## Voorstelling

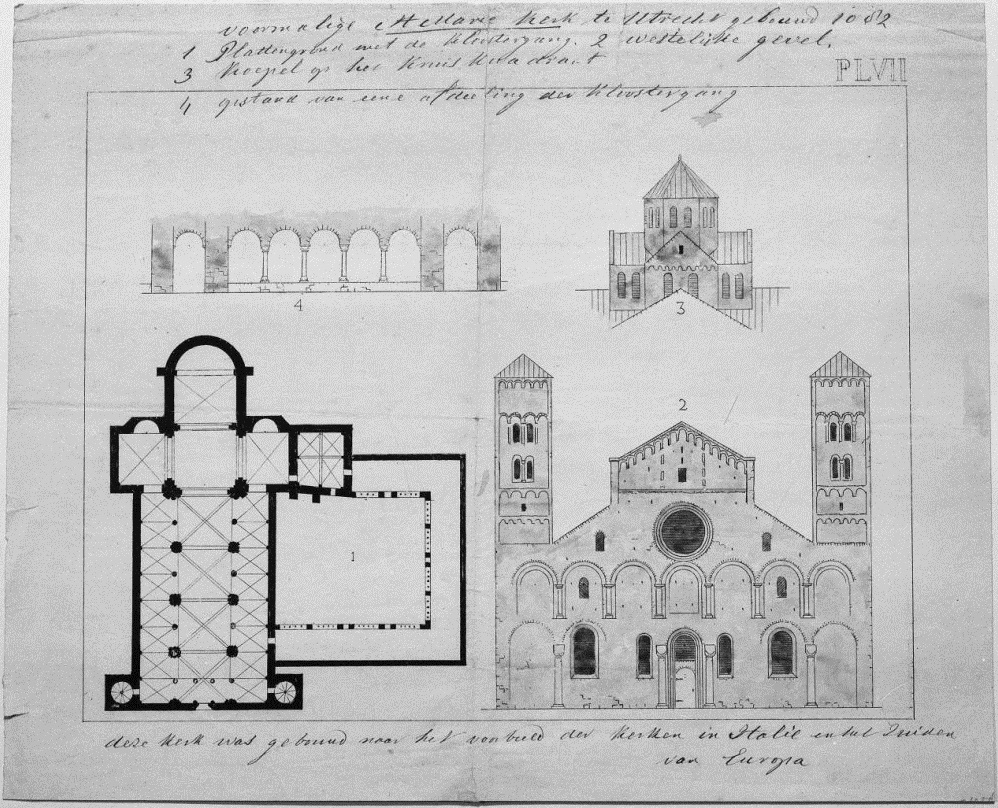
F.N.M. Eyck van Zuylichem. Reconstructie van de Mariakerk in Utrecht. Ca. 1858.

Het is een reconstructie van de Mariakerk in Utrecht. De Mariakerk werd na eeuwenlange verwaarlozing van 1813 tot 1816 gesloopt op gedeelten van de kloostergang na. Uitgangspunt voor het schilderij van Weissenbruch moet zijn geweest de reconstructie door Frans Nicolaas Marius Eyck van Zuylichem in zijn boek Les églises romanes du royaume des Pays-Bas, uitgegeven in Utrecht in 1858. Deze reconstructie berust op tekeningen door Pieter Saenredam en/of Jacobus Stellingwerff. Het schilderij laat de Mariakerk in een geïdealiseerde toestand zien, die niet helemaal overeenkomt met de werkelijkheid. De rechter klokkentoren, bijvoorbeeld, bevond zich oorspronkelijk niet op de rooilijn van de voorgevel, maar een klein stuk daarachter.

## Herkomst
Weissenbruch schilderde het werk tussen het midden van 1860 en eind november voor de Historische Galerij in het gebouw van kunstenaarsvereniging Arti et Amicitiae in Amsterdam. Op 3 december 1918 werd het schilderij geveild bij veilinghuis Frederik Muller & Co. in Amsterdam. In 1940 werd het verworven door Museum Boijmans Van Beuningen.